# Lysimachia remota
Lysimachia remota är en viveväxtart som beskrevs av Marcel Georges Charles Petitmengin. Lysimachia remota ingår i släktet lysingar, och familjen viveväxter. Utöver nominatformen finns också underarten L. r. lushanensis.